# Lineodes
Lineodes is een geslacht van vlinders van de familie van de grasmotten (Crambidae), uit de onderfamilie van de Spilomelinae. De wetenschappelijke naam van dit geslacht is voor het eerst voorgesteld door Achille Guenée in een publicatie uit 1854.

## Soorten
- L. albicincta E. Hering, 1906
- L. aztecalis Hampson, 1913
- L. caracasia Amsel, 1956
- L. contortalis Guenée, 1854
- L. convolutalis Hampson, 1913
- L. corinnae B. Landry, 2016
- L. craspediodonta Dyar, 1913
- L. doeri (Walsingham, 1891)
- L. elcodes (Dyar, 1910)
- L. erschoffiana (Zeller, 1877)
- L. fontella Walsingham, 1913
- L. formosalis Amsel, 1956
- L. furcillata E. Hering, 1906
- L. gracilalis Herrich-Schäffer, 1871
- L. hamulalis Hampson, 1913
- L. hieroglyphalis Guenée, 1854
- L. incalis (Hampson, 1913)
- L. integra (Zeller, 1873)
- L. interrupta (Zeller, 1873)
- L. latipennis Walsingham, 1913
- L. leucostrigalis Hampson, 1913
- L. leuschneri Solis, 2023
- L. longipes (Sepp, 1845)
- L. mesodonta Hampson, 1913
- L. metagrammalis Möschler, 1890
- L. monetalis Dyar, 1913
- L. multisignalis Herrich-Schäffer, 1871
- L. ochrea Walsingham, 1907
- L. perelongata (Hampson, 1913)
- L. peruviana (Zeller, 1877)
- L. peterseni Walsingham, 1913
- L. polychroalis Hampson, 1913
- L. pterophoralis (Walker, 1866)
- L. pulcherrima E. Hering, 1906
- L. pulchralis Guenée, 1854
- L. ravenalis Solis, 2023
- L. serpentifera (Hampson, 1913)
- L. serpulalis Lederer, 1863
- L. solanalis (Barnes & McDunnough, 1913)
- L. tipuloides Walsingham, 1891
- L. triangulalis Möschler, 1890
- L. tridentalis Hampson, 1913
- L. undulata Walsingham, 1913
- L. unicolor (E. Hering, 1906)
- L. venezuelensis Amsel, 1956
- L. vulcanalis B. Landry, 2016
- L. vulnifica Dyar, 1913